# Let's Make Love
Let's Make Love es una película estadounidense del género comedia romántica musical, de 1960, dirigida por George Cukor, con Marilyn Monroe, Yves Montand y Tony Randall en los roles principales.

## Argumento

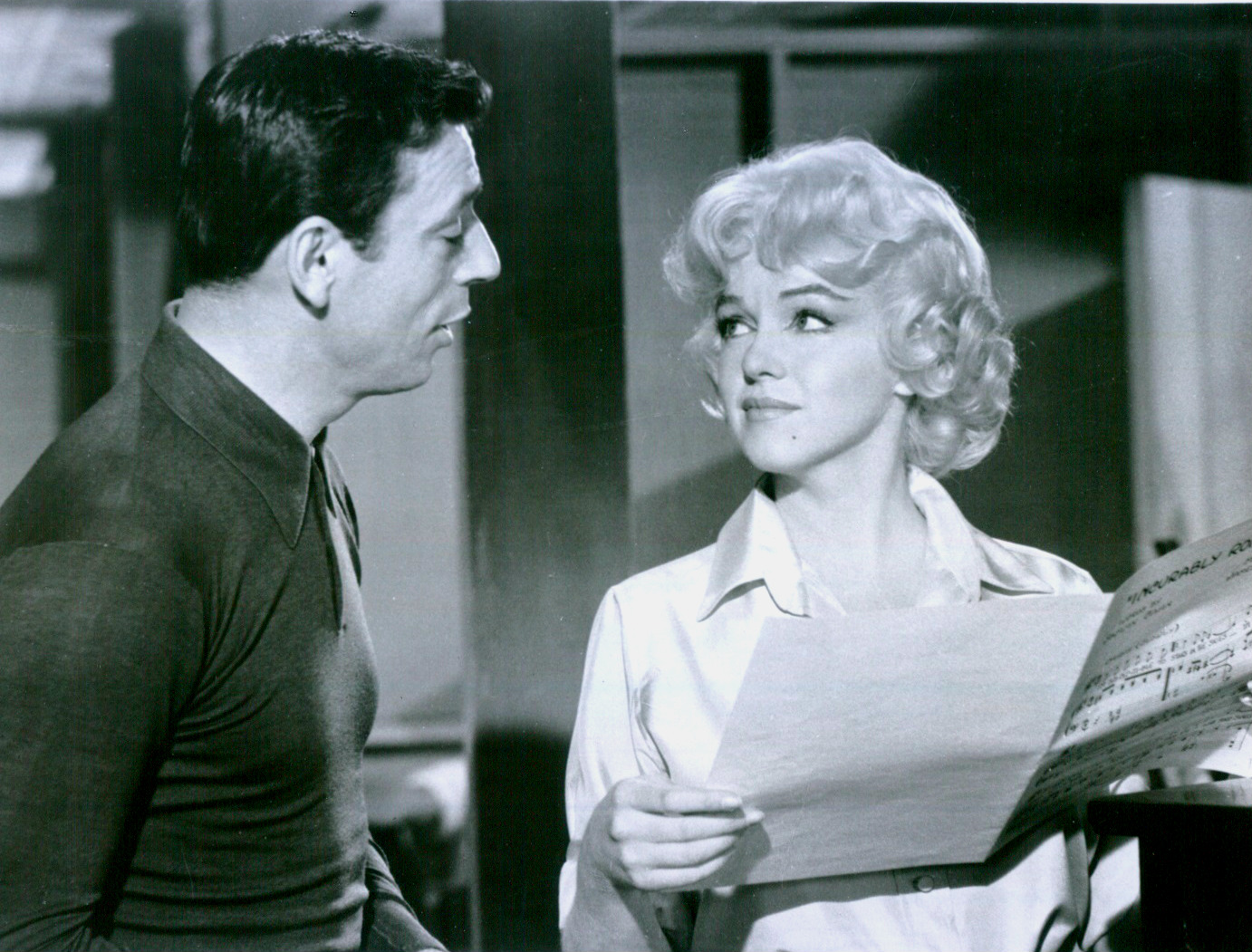
Photo of Inés Montand and Marilyn Monroe from the 1960 film let’s maje love

Un multimillonario (Yves Montand) se entera de que será satirizado en una revista del off Broadway. Decide ir a ver un ensayo de la obra y se enamora de la actriz Amanda Dell (Marilyn Monroe) cuando la ve cantar la canción My Heart Belongs to Daddy (1938) de Cole Porter. Por casualidad, el director al verlo en la sala, no cree que se trate del multimillonario y le ofrece el rol de sí mismo, por lo que él considera es un parecido. El multimillonario al darse cuenta de la situación acepta el rol, con la intención de intentar la conquista de la actriz, sin que nadie descubra quien es, en realidad. Para impresionar a Amanda, incluso contrata a Milton Berle, Gene Kelly y Bing Crosby (los tres apareciendo como ellos mismos) para enseñarle a hacer bromas, bailar y cantar, respectivamente.

## Premios
- Nominada al Oscar a la mejor banda sonora: Earle H. Hagen y Lionel Newman
- Nominada al BAFTA como mejor película y tercer lugar en la lista de los premios Golden Laurel como Mejor musical.
- Yves Montand estuvo nominado al BAFTA como mejor actor extranjero.
- El guion de Hal Kanter y Norman Krasna estuvo nominado a los premios que concede el Writers Guild of America (Gremio de escritores de América).